# Okres Zlín
Zlín is een district (Tsjechisch: Okres) in de Tsjechische regio Zlín. De hoofdstad is Zlín. Het district bestaat uit 88 gemeenten (Tsjechisch: Obec).

## Lijst van gemeenten
De obce (gemeenten) van de okres Zlín. De vetgedrukte plaatsen hebben stadsrechten. De cursieve plaatsen zijn steden zonder stadsrechten (zie: vlek).
Bělov - Biskupice - Bohuslavice nad Vláří - Bohuslavice u Zlína - Bratřejov - Brumov-Bylnice - Březnice - Březová - Březůvky - Dešná - Dobrkovice - Dolní Lhota - Doubravy - Drnovice - Držková - Fryšták - Halenkovice - Haluzice - Horní Lhota - Hostišová - Hrobice - Hřivínův Újezd - Hvozdná - Jasenná - Jestřabí - Kaňovice - Karlovice - Kašava - Kelníky - Komárov - Křekov - Lhota - Lhotsko - Lípa - Lipová - Loučka - Ludkovice - Luhačovice - Lukov - Lukoveček - Lutonina - Machová - Mysločovice - Napajedla - Návojná - Nedašov - Nedašova Lhota - Neubuz - Oldřichovice- Ostrata - Otrokovice - Petrůvka - Podhradí - Podkopná Lhota - Pohořelice - Poteč - Pozlovice - Provodov - Racková - Rokytnice - Rudimov - Sazovice - Sehradice - Slavičín - Slopné - Slušovice - Spytihněv - Šanov - Šarovy - Štítná nad Vláří-Popov - Študlov - Tečovice - Tichov - Tlumačov - Trnava - Ublo - Újezd - Valašské Klobouky - Valašské Příkazy - Velký Ořechov - Veselá - Vizovice - Vlachova Lhota - Vlachovice - Vlčková - Všemina - Vysoké Pole - Zádveřice-Raková - Zlín - Želechovice nad Dřevnicí - Žlutava
Kroměříž · Uherské Hradiště · Vsetín · Zlín